# Dům čp. 189 (Štramberk)
Dům čp. 189 stojí na ulici Zauličí ve Štramberku v okrese Nový Jičín. Roubený dům byl postaven v roce 1755. Ministerstvem kultury České republiky byl prohlášen za kulturní památku ČR roce 1995 a je součástí městské památkové rezervace.

## Historie
Podle urbáře z roku 1558 bylo na náměstí postaveno původně 22 domů s dřevěným podloubím, kterým bylo přiznáno šenkovní právo a sedm usedlých na předměstí. Uprostřed náměstí stál pivovar. V roce 1614 je uváděno 28 hospodářů, fara, kostel, škola a za hradbami 19 domů. Za panování jezuitů bylo v roce 1656 uváděno 53 domů. První zděný dům čp. 10 byl postaven na náměstí v roce 1799. V roce 1855 postihl Štramberk požár, při němž shořelo na 40 domů a dvě stodoly. V třicátých letech 19. století stálo nedaleko náměstí ještě dvanáct dřevěných domů.
Podle písemných záznamů původní roubený dům čp. 189 byl postaven v roce 1755 panem Pavelkou. V průběhu let byl několikrát opravován. Objekt je příkladem původní předměstské zástavby ve Štramberku.

## Stavební podoba
Dům je přízemní roubená stavba na půdorysu L, orientovaná zadní stranou k ulici. Dispozice je trojdílná se síní, světnicí a kuchyní. Roubená část z otesaných trámů je oddělena od ulice zdí. Dům je postaven na kamenné podezdívce, která vyrovnává svahovou nerovnost, je částečně podsklepena, klenba je cihlová placka. Štítové průčelí obrácené k západu má dvě kastlíková okna a při pravém okraji vchod, k němu přiléhá původně deštěný nyní zděný přístavek (WC, chlívek) s pultovou střechou. Štít je svisle bedněný se dvěma otvory a podlomenicí v patě štítu, které bylo na pravé straně vytaženo nad přístavek. Střecha je sedlová, na jižním štítu je polovalba. Chodba a kuchyně mají podbitý trámový strop, světnice trámový záklopový strop.